# Ochropleura elbursica
Ochropleura elbursica là một loài bướm đêm trong họ Noctuidae.